# Postępowanie w sprawach własności intelektualnej
Postępowanie odrębne w sprawach własności intelektualnej – postępowanie odrębne uregulowane w dziale IVg tytułu VII księgi pierwszej Kodeksu postępowania cywilnego. Zostało wprowadzone ustawą z dnia 13 lutego 2020 r. o zmianie ustawy – Kodeks postępowania cywilnego oraz niektórych innych ustaw.

## Zakres zastosowania
Przepisy o postępowaniu w sprawach własności intelektualnej stosuje się w sprawach o:
- ochronę praw autorskich i pokrewnych;
- ochronę praw własności przemysłowej;
- ochronę innych praw na dobrach niematerialnych;
- zapobieganie i zwalczanie nieuczciwej konkurencji;
- ochronę dóbr osobistych w zakresie, w jakim dotyczy ona wykorzystania dobra osobistego w celu indywidualizacji, reklamy lub promocji przedsiębiorcy, towarów lub usług;
- ochronę dóbr osobistych w związku z działalnością naukową lub wynalazczą.

## Właściwość sądu
Sprawy własności intelektualnej rozpoznawane są w pierwszej instancji wyłącznie przez sądy okręgowe. W sprawach własności intelektualnej dotyczących programów komputerowych, wynalazków, wzorów użytkowych, topografii układów scalonych, odmian roślin oraz tajemnic przedsiębiorstwa o charakterze technicznym wyłącznie właściwy jest Sąd Okręgowy w Warszawie.
Minister Sprawiedliwości może przekazać niektórym sądom apelacyjnym oraz okręgowym rozpoznawanie spraw własności intelektualnej z obszaru lub części obszaru innych sądów odpowiednio apelacyjnych lub okręgowych. Obecnie do rozpoznawania spraw własności intelektualnej właściwe są wyłącznie następujące sądy:
1. Sąd Apelacyjny w Warszawie – jest sądem drugiej instancji w sprawach własności intelektualnej dla następujących sądów okręgowych:
  1. Sąd Okręgowy w Gdańsku – rozpoznaje sprawy własności intelektualnej również z obszaru właściwości sądów okręgowych: w Bydgoszczy, Elblągu, Koszalinie, Olsztynie, Słupsku, Toruniu i we Włocławku;
  2. Sąd Okręgowy w Lublinie – rozpoznaje sprawy własności intelektualnej również z obszaru właściwości sądów okręgowych w: Kielcach, Krośnie, Przemyślu, Radomiu, Rzeszowie, Siedlcach, Tarnobrzegu i Zamościu;
  3. Sąd Okręgowy w Warszawie – rozpoznaje sprawy własności intelektualnej również z obszaru właściwości sądów okręgowych: w Białymstoku, Łomży, Ostrołęce, Piotrkowie Trybunalskim, Płocku, Suwałkach i Warszawa-Praga w Warszawie;
2. Sąd Apelacyjny w Poznaniu – jest sądem drugiej instancji w sprawach własności intelektualnej dla następujących sądów okręgowych:
  1. Sąd Okręgowy w Katowicach – rozpoznaje sprawy własności intelektualnej również z obszaru właściwości sądów okręgowych w: Bielsku-Białej, Częstochowie, Gliwicach, Krakowie, Nowym Sączu, Opolu, Rybniku i Tarnowie;
  2. Sąd Okręgowy w Poznaniu – rozpoznaje sprawy własności intelektualnej również z obszaru właściwości sądów okręgowych w: z obszaru właściwości sądów okręgowych: w Gorzowie Wielkopolskim, Jeleniej Górze, Kaliszu, Koninie, Legnicy, Łodzi, Sieradzu, Szczecinie, Świdnicy, we Wrocławiu i w Zielonej Górze.

## Odrębności względem postępowania zwykłego
W postępowaniu w sprawach własności intelektualnej oprócz standardowych pełnomocników procesowych stronę może reprezentować również rzecznik patentowy, w tym w postępowaniu przed Sądem Najwyższym. W postępowaniu o wartości przedmiotu sporu powyżej dwudziestu tysięcy obowiązuje przy tym obowiązkowe zastępstwo procesowe przez adwokatów, radców prawnych lub rzeczników patentowych, aczkolwiek sąd może zwolnić stronę z tego obowiązku, jeżeli okoliczności sprawy nie uzasadniają obowiązkowego zastępstwa.
Sąd właściwy w sprawach własności intelektualnej nie jest związany postanowieniem o przekazaniu sprawy, nawet jeżełi sądem przekazującym jest sąd równorzędny lub niższego rzędu (sąd wyższego rzędu w żadnym przypadku nie jest związany postanowieniem o przekazaniu sprawy). W ciągu dwóch tygodni od wpływu przekazanej sprawy może zostać ona przekazana do innego sądu, nie wyłączając sądu przekazującego, który jest już związany postanowieniem o przekazaniu sprawy.
Jeżeli w sprawie o naruszenie sąd uzna, że ścisłe udowodnienie wysokości żądania jest niemożliwe, nader utrudnione lub oczywiście niecelowe, może w wyroku zasądzić odpowiednią sumę według swojej oceny opartej na rozważeniu wszystkich okoliczności sprawy.

### Powództwo wzajemne
W sprawach o naruszenie prawa do znaku towarowego lub wzoru przemysłowego dopuszczalne jest powództwo wzajemne obejmujące żądanie:
- unieważnienia lub stwierdzenia wygaśnięcia prawa ochronnego na:
  - znak towarowy
  - wspólny znak towarowy
  - wspólnego prawa ochronnego na znak towarowy
  - prawa ochronnego na znak towarowy gwarancyjny
  - uznania na terytorium Rzeczypospolitej Polskiej ochrony międzynarodowego znaku towarowego
- unieważnienia prawa z rejestracji wzoru przemysłowego
- unieważnienia uznania na terytorium Rzeczypospolitej Polskiej ochrony międzynarodowego znaku towarowego.

W pozwie wzajemnym należy także wskazać numer wpisu we właściwym rejestrze związany z danym prawem ochronnym lub prawem z rejestracji oraz załączyć do niego wyciąg z tegoż rejestru, chyna że został już załączony do pozwu głównego. Sąd jest związany podstawą prawną unieważnienia lub stwierdzenia wygaśnięcia prawa wskazaną przez powoda wzajemnego.
Odpis prawomocnego wyroku unieważniającego prawo lub stwierdzającego wygaśnięcie prawa, od którego nie przysługuje skarga kasacyjna, sąd niezwłocznie przesyła Urzędowi Patentowemu Rzeczypospolitej Polskiej.

### Powództwo o ustalenie, że podjęte lub zamierzone czynności nie stanowią naruszenia patentu, dodatkowego prawa ochronnego, prawa ochronnego lub prawa z rejestracji
W postępowaniu w sprawach własności intelektualnej powód może wystąpić z powództwem o ustalenie, że podjęte lub zamierzone przez niego czynności nie stanowią naruszenia patentu, dodatkowego prawa ochronnego, prawa ochronnego lub prawa z rejestracji. Tego rodzaju powództwo jest zasadniczo nieco zmodyfikowanym powództwem o ustalenie stosunku prawnego lub prawa i stosuje się do niego odpowiednio przepis art. 189 kpc. W postępowaniach z powództw wytaczanych na podstawie tego artykułu przed wprowadzeniem postępowania w sprawach własności intelektualnej pojawiały się argumenty, iż powództwa o ustalenie w przedmiotowym zakresie dotyczyły sfery faktów i przez to nie znajdował zastosowania art. 189 kpc, przez co ustawodawca zdecydował się na doprecyzowanie prawa w tym zakresie. Dodatkowo sprecyzowano, iż interes prawny istnieje, gdy pozwany czynności, których dotyczy powództwo uznał za naruszenie patentu, dodatkowego prawa ochronnego, prawa ochronnego lub prawa z rejestracji albo nie potwierdził w należycie wyznaczonym przez powoda terminie, że czynności, których dotyczy powództwo, nie stanowią naruszenia patentu, dodatkowego prawa ochronnego, prawa ochronnego lub prawa z rejestracji.